# Стад-де-Йонг, Ксения
Ксения Стад-де-Йонг (нидерл. Xenia Stad-de Jong; 4 марта 1922, Семаранг, Голландская Ост-Индия — 3 апреля 2012, Зутермер, Нидерланды) — нидерландская легкоатлетка, чемпионка летних Олимпийских игр в Лондоне 1948 года в эстафете 4х100 метров.

## Спортивная карьера
Свой легкоатлетический талант продемонстрировала еще в школьные годы, однако в развитие карьеры вмешалась Вторая мировая война. Была активной участницей движения Сопротивления. Лишь в 1944 г. она впервые приняла участие впервые в чемпионате Нидерландов, где заняла четвертое место на 100-метровке.
На летних Олимпийских играх в Лондоне (1948) в индивидуальном зачете на 100-метровке дошел до полуфинала, при этом в эстафете 4×100 м стала чемпионкой. В индивидуальном зачете не смогла преодолеть рубеж полуфинала.
В 1950 г. была второй в эстафете 4×100 метров на чемпионате Европы в Брюсселе. В 1952 г. к своему разочарованию не была отобрана в состав олимпийской команды на летние Игры в Хельсинки (1952), затем последовала травма — разрыв Ахиллесова сухожилия, что привело к падению стартовой скорости спортсменки. В результате она стала активнее заниматься другими видами спорта, например, баскетболом.
По окончании спортивной карьеры перешла на тренерскую работу. В 2004 г. была одной из участниц эстафеты олимпийского огня, когда она проходила через Амстердам.